# Phlogophora beata
Phlogophora beata är en fjärilsart som beskrevs av Max Wilhelm Karl Draudt 1950. Phlogophora beata ingår i släktet Phlogophora och familjen nattflyn. Inga underarter finns listade i Catalogue of Life.